# Prêtreville

Prêtreville este o comună în departamentul Calvados, Franța. În 1 ianuarie 2022 avea o populație de 390 de locuitori.